# Raini Rodriguez
Raini Alena Rodriguez, född 1 juli 1993 i Bryan, Texas, är en amerikansk skådespelerska och sångerska. 

## Biografi
Raini gjorde sin skådespelardebut 2006 i TV-serien Huff där hon spelade karaktären Denise i avsnittet Black Shadows. Raini är mest känd som Maya Blart i Snuten i varuhuset och i uppföljaren Snuten i varuhuset 2. Raini har också synts i Zack och Codys ljuva hotelliv som Betsy och i I'm in the Band som Arlene.
Raini nominerades 2009 till Young Artist Awards i kategorin Best Performance in Feature Film - Supporting Young Actress för sin insats i filmen Snuten i varuhuset.

## Privatliv
Raini är äldre syster till Rico Rodriguez som är känd från bland annat Modern Family.

## Filmografi (urval)
- 2007 – Zack & Codys ljuva hotelliv
- 2008 – Händige Manny
- 2009 – Snuten i varuhuset
- 2010 – I'm in the Band (TV-serie)
- 2011 – Austin och Ally
- 2011 – True Jackson
- 2011 – Prom
- 2015 – Snuten i varuhuset 2